# Marius Flothuis
Marius Hendrikus Flothuis (født 30. oktober 1914 i Amsterdam – død 13. november 2001 i Aldaar, Holland) var en hollandsk komponist og musikkritikker.
Flothuis har skrevet musik for orkester, kor, klaver, harpe, slagtøj og har ligeledes skrevet en del for kammermusik.